# Heteropterys laurifolia
Heteropterys laurifolia är en tvåhjärtbladig växtart som först beskrevs av Carl von Linné, och fick sitt nu gällande namn av Adrien Henri Laurent de Jussieu. Heteropterys laurifolia ingår i släktet Heteropterys och familjen Malpighiaceae. Utöver nominatformen finns också underarten H. l. brevibracteolata.